# 先驱兽属
先驱兽属（学名：Semantor）是鼬科下的一个属。

## 下属物种
本属包括以下物种：
- 长尾先驱兽 Semantor macrurus Orlov, 1932